# Nikolai Fjodorowitsch Koltschizki
Nikolai Fjodorowitsch Koltschizki (russisch Николай Фёдорович Колчи́цкий; * 5. Apriljul. / 17. April 1890greg. im Dorf Loska, Gouvernement Tschernigow; † 11. Januar 1961 in Moskau) war ein russischer Erzpriester und leitender Kirchenbeamter der Russisch-Orthodoxen Kirche.

## Leben
Koltschizki schloss 1911 seine Ausbildung am Geistlichen Seminar in Tschernigow ab, um dann sein Studium an der Moskauer Geistlichen Akademie bis 1915 fortzusetzen. 1914 wurde er zum Diakon geweiht. Nach der Oktoberrevolution wurde er 1918 zum fest-angestellten Priester der Verkündigungskathedrale in Charkow gewählt.
1923 kehrte Koltschizki nach Moskau zurück. Er wurde Mitglied des Priesterkollegiums der Epiphanien-Kirche zu Jelochowo und blieb es bis zu seinem Lebensende. 1924 ernannte ihn Patriarch Tichon zum Vorsteher der Epiphanien-Kirche zu Jelochowo. Diese Kirche wurde 1938 die Patriarchenkathedrale des stellvertretenden Patriarchen Sergius I.
Während des Deutsch-Sowjetischen Krieges war Koltschizki mit dem Patriarchat 1941–1943 in Uljanowsk evakuiert. Ab 1942 unterschrieb er als Geschäftsführer des Moskauer Patriarchats. Bei der Bildung des Heiligen Synods 1943 wurde er dort als Geschäftsführer des Moskauer Patriarchats ständiges Mitglied. Am 25. Februar 1945 wurde er zum Protopresbyter (Erzpriester) befördert. Am 10. April 1945 wurde er zusammen mit Patriarch Alexius I. und Metropolit Nikolai von Krutizy von Stalin empfangen.
1956 wurde  Koltschizki zusätzlich Präsident des Schulkomitees beim Heiligen Synod. 1960 wurde er krankheitshalber von seinen Geschäftsführerpflichten entbunden. Als er 1961 starb, wurden die Exequien von Patriarch Alexius I. geleitet. Begraben wurde er im Dreifaltigkeitskloster von Sergijew Possad. Er hinterließ seine Frau, die Patriarchensekretärin Lidija Koltschizkaja (1925–2001), zwei Söhne und eine Tochter. Der älteste Sohn Galix wurde Filmschauspieler wie auch dessen Sohn Nikolai, während der jüngere Sohn Sergei Subdiakon des Patriarchen Alexius I. wurde.